# Brotte-lès-Ray
Brotte-lès-Ray – miejscowość i gmina we Francji, w regionie Burgundia-Franche-Comté, w departamencie Górna Saona.
Według danych na rok 1990 gminę zamieszkiwały 84 osoby, a gęstość zaludnienia wynosiła 17 osób/km² (wśród 1786 gmin Franche-Comté Brotte-lès-Ray plasuje się na 659. miejscu pod względem liczby ludności, natomiast pod względem powierzchni na miejscu 808.).